# Koutsopódi
Koutsopódi (grec moderne : Κουτσοπόδι) est un village grec du Péloponnèse, en Argolide. Depuis 2011, c’est un district municipal du dème d’Argos-Mycènes.